# Zapfenrüblinge
Die Zapfenrüblinge oder Nagelschwämme (Strobilurus) sind eine Pilzgattung aus der Familie der Rindenschwammverwandten. Sie bilden kleine Fruchtkörper, die oft unmittelbar nach der Schneeschmelze auf Zapfen von Fichten oder Kiefern erscheinen. Der von Rolf Singer dieser Gattung verliehene Name Strobilurus leitet sich vom griechischen Wort strobilos für „Zapfen“ ab. Die Typusart ist Strobilurus conigenoides.
In den unscheinbaren Pilzen wurde die Stoffklasse der Strobilurine entdeckt, die wirksame Fungizide sind. Strobilurin A und seine synthetischen Abkömmlinge erreichten innerhalb weniger Jahre einen Marktanteil von etwa 20 Prozent am Fungizid-Weltmarkt. Auch in anderen Pilzen konnten inzwischen weitere Strobilurine entdeckt werden.

## Merkmale

### Makroskopische Merkmale
Der gewölbte bis flach ausgebreitete, teils in der Mitte gebuckelte Hut wird 1–3 cm breit. Junge Fruchtkörper haben eine grau-braune Farbe und blassen später aus. Die zunächst graulichen, später weißen und bisweilen vergilbenden Lamellen stehen dicht gedrängt und sind am Stiel ausgebuchtet angewachsen. Das Sporenpulver ist weiß. Der dünne Stiel ist erst weiß und später bis auf den oberen Stielbereich ockerbräunlich gefärbt.

### Mikroskopische Merkmale
Die elliptischen Sporen sind 4–5 Mikrometer lang und 2,5–3 µm breit.

## Gattungsabgrenzung
Andere zapfenbewohnende Pilze können ähnlich aussehen, darunter vor allem der Mäuseschwanz-Rübling (Baeospora myosurus) auf Kiefern- oder Fichtenzapfen und der Fichtenzapfen-Helmling (Mycena strobilicola) auf Fichtenzapfen.

## Arten
| Zapfenrüblinge (Strobilurus) weltweit |                            |                                                        |
| \| Deutscher Name \| Wissenschaftlicher Name \| Autorenzitat \| \| ------------------------------ \| -------------------------- \| ------------------------------------------------------ \| \| \| Strobilurus albipilatus \| (Peck 1897) V.L. Wells & Kempton 1971 \| \| \| Strobilurus conigenoides \| (Ellis 1876) Singer 1962 \| \| \| Strobilurus diminutivus \| Desjardin 2000 \| \| Fichten-Zapfenrübling \| Strobilurus esculentus \| (Wulfen 1778 : Fries 1821) Singer 1962 \| \| \| Strobilurus kemptoniae \| V.L. Wells 1971 \| \| \| Strobilurus lignitilis \| V.L. Wells & Kempton 1971 \| \| \| Strobilurus occidentalis \| V.L. Wells & Kempton 1971 \| \| \| Strobilurus ohshimae \| (Hongo 1959) Hongo 2010 \| \| Milder Kiefern-Zapfenrübling \| Strobilurus stephanocystis \| (Kühner & Romagnesi ex Hora 1960) Singer 1962 \| \| Bitterer Kiefern-Zapfenrübling \| Strobilurus tenacellus \| (Persoon 1796 : Fries 1821) Singer 1962 \| \| \| Strobilurus trullisatus \| (Murrill 1916) Lennox 1979 \| \| \| Strobilurus wyomingensis \| (A.H. Smith & Arenberg 1941) V.L. Wells & Kempton 1971 \| |                            |                                                        |
| Deutscher Name | Wissenschaftlicher Name    | Autorenzitat                                           |
| | Strobilurus albipilatus    | (Peck 1897) V.L. Wells & Kempton 1971                  |
| | Strobilurus conigenoides   | (Ellis 1876) Singer 1962                               |
| | Strobilurus diminutivus    | Desjardin 2000                                         |
| Fichten-Zapfenrübling | Strobilurus esculentus     | (Wulfen 1778 : Fries 1821) Singer 1962                 |
| | Strobilurus kemptoniae     | V.L. Wells 1971                                        |
| | Strobilurus lignitilis     | V.L. Wells & Kempton 1971                              |
| | Strobilurus occidentalis   | V.L. Wells & Kempton 1971                              |
| | Strobilurus ohshimae       | (Hongo 1959) Hongo 2010                                |
| Milder Kiefern-Zapfenrübling | Strobilurus stephanocystis | (Kühner & Romagnesi ex Hora 1960) Singer 1962          |
| Bitterer Kiefern-Zapfenrübling | Strobilurus tenacellus     | (Persoon 1796 : Fries 1821) Singer 1962                |
| | Strobilurus trullisatus    | (Murrill 1916) Lennox 1979                             |
| | Strobilurus wyomingensis   | (A.H. Smith & Arenberg 1941) V.L. Wells & Kempton 1971 |

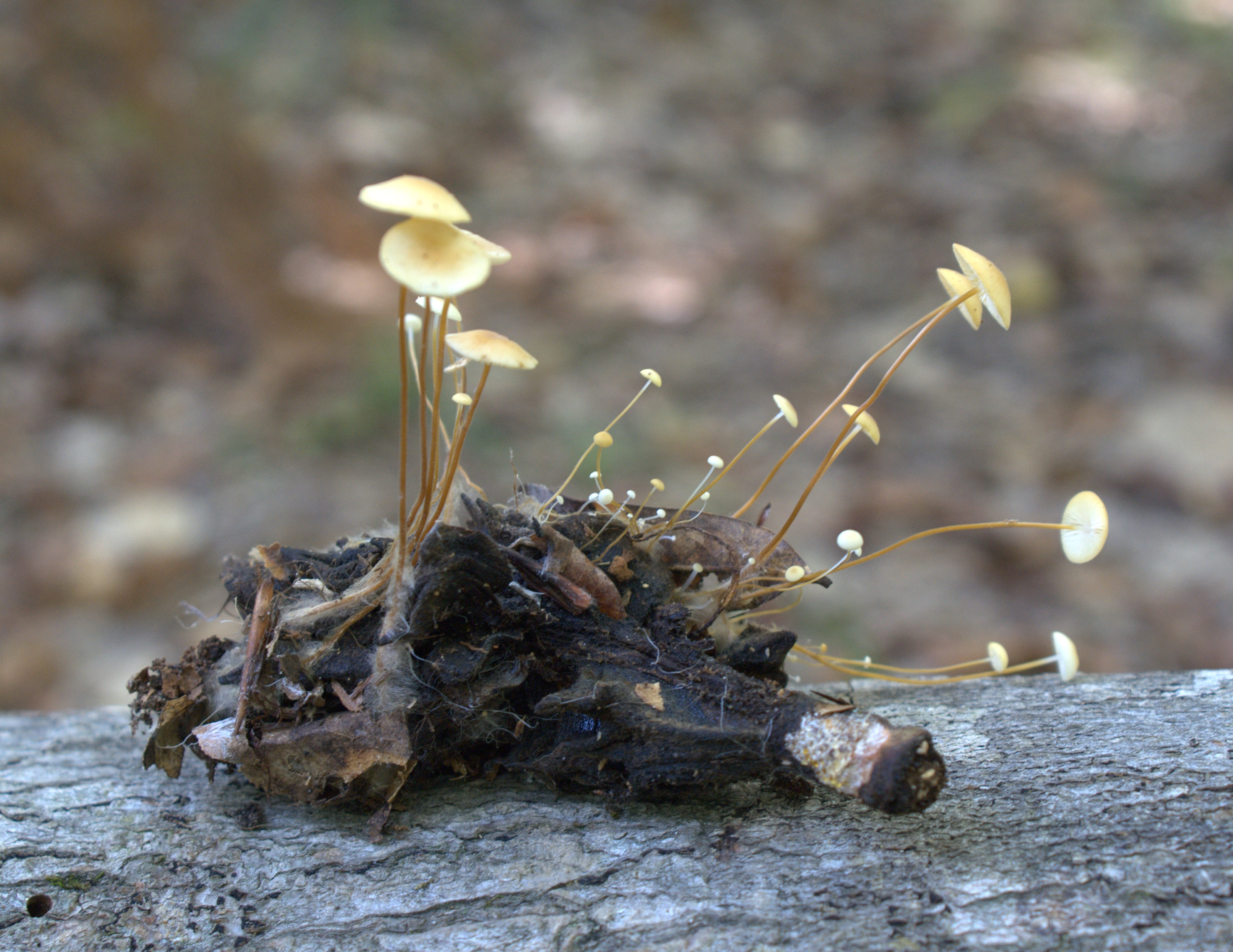
Strobilurus conigenoides
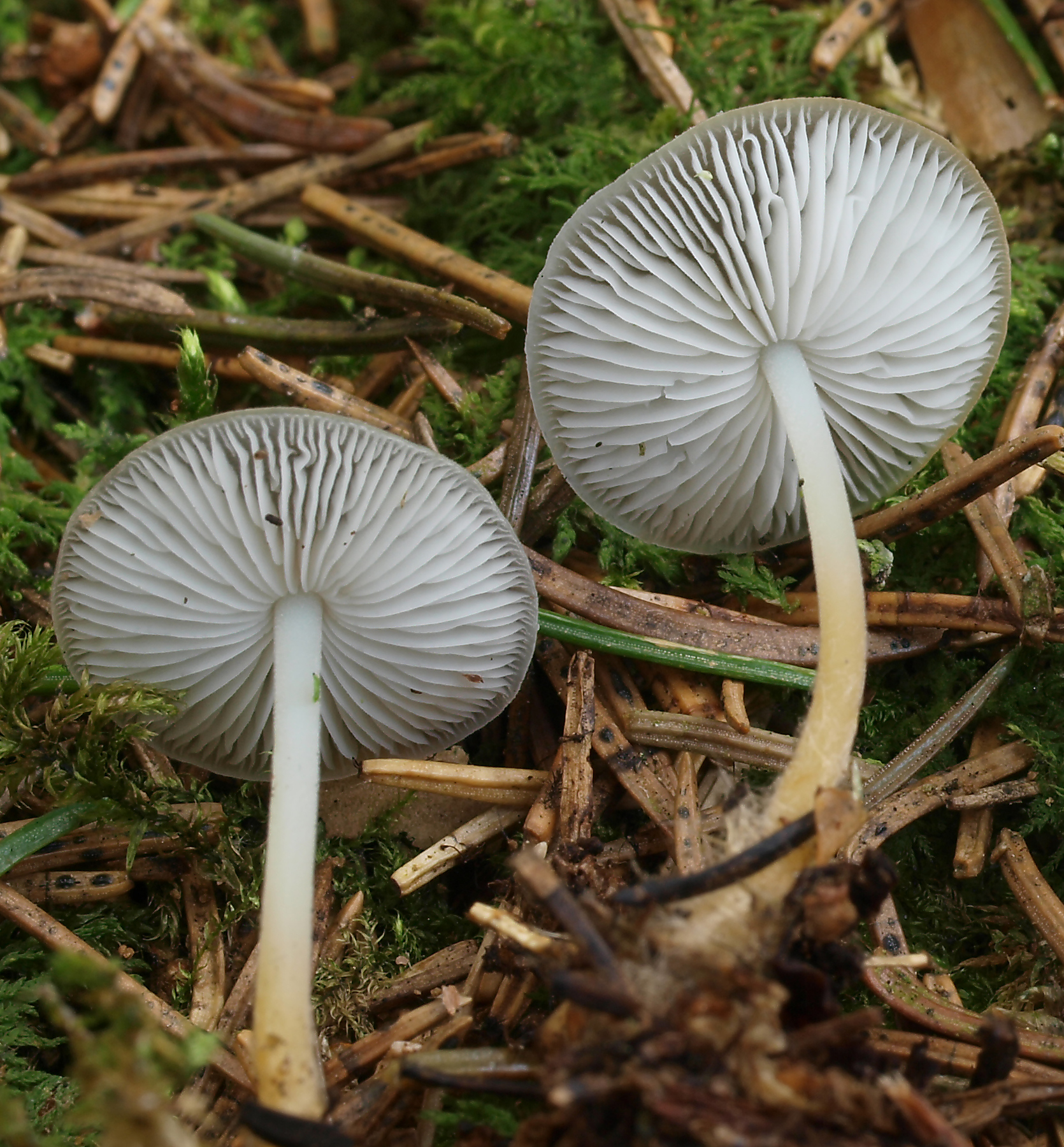
Fichten-Zapfenrübling (Strobilurus esculentus)
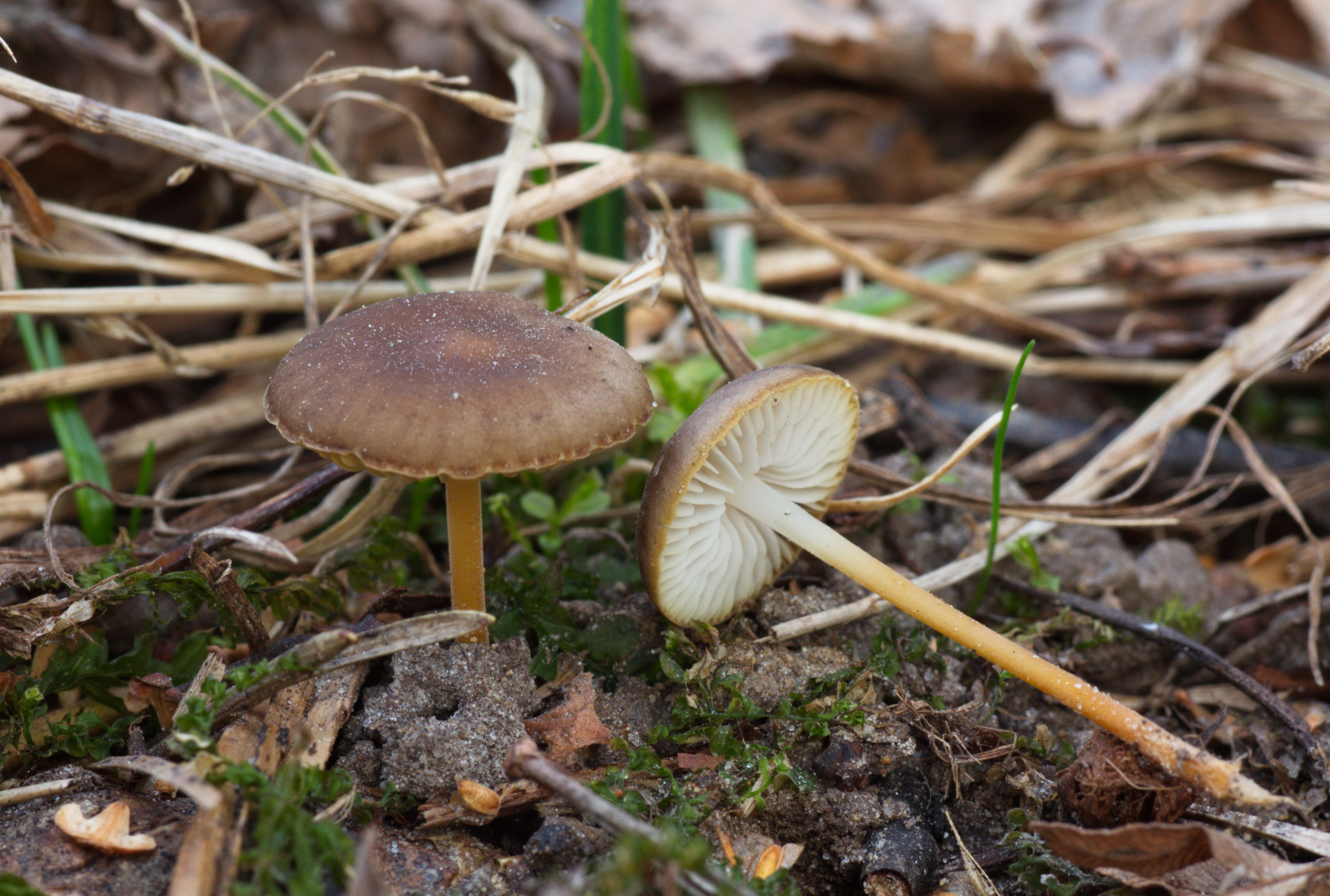
Bitterer Kiefern-Zapfenrübling (Strobilurus tenacellus)